# Liste des ordres, décorations et médailles de l'Inde
Les ordres, décorations et médailles de l'Inde sont des récompenses honorifiques militaires et civiles données en reconnaissance de service rendu à la République d'Inde.

## Décorations civiles

### Bharat Ratna
Le Bharat Ratna, est la plus haute distinction civil du pays et a été institué en 1954. Toute personne sans distinction de race, d'occupation, de poste ou de genre est éligible à ce prix. Il est décerné en reconnaissance d'un service ou d'une performance exceptionnel du plus haut ordre dans tous les domaines de l'activité humaine. 
Lors de l'attribution de la sentence, le destinataire reçoit un «Sanad» (certificat) signé par le Président et un médaillon.

### Padma awards
Les Padma awards ont été institués en 1954. Mis à part les interruptions entre les années 1977 à 1980 et 1993 à 1997, ces prix ont été annoncés chaque année le Jour de la République. Le prix est décerné dans trois catégories, à savoir Padma Vibhushan, Padma Bhushan et Padma Shri, par ordre décroissant d'importance.
- Padma Vibhushan pour "un service exceptionnel et distingué". Padma Vibhushan est la deuxième distinction civile la plus élevée en Inde.
- Padma Bhushan pour "un service distingué d'un ordre élevé". Padma Bhushan est la troisième distinction civile la plus élevée en Inde.
- Padma Shri est décerné pour "service distingué". Padma Shri est le dernier et la quatrième distinction civile la plus élevée en Inde.

### Autres décoration civiles
- Sarvottam Jeevan Raksha Padak
- Uttam Jeevan Raksha Padak pour un sauvetage
- Jeevan Raksha Padak

## Décorations militaires

### Distinctions de bravoure en temps de guerre
- Param Vir Chakra est la décoration militaire suprême, équivalent à la Croix de Victoria (qui a été remplacé une fois que l'Inde a gagné son indépendance).
- Maha Vir Chakra est la deuxième plus haute décoration militaire et est décerné pour des actes de bravoure remarquable en présence de l'ennemi, que ce soit sur terre, en mer ou dans l'air.
- Vir Chakra est la troisième plus haute décoration pour des actes de bravoure en temps de guerre.

### Distinctions de bravoure en temps de paix
- Ashoka Chakra est la décoration militaire décernée pour des actes de valeur, de courage ou de sacrifice hors du champ de bataille. C'est l'équivalent en temps de paix de la Param Vir Chakra.
- Kirti Chakra est la deuxième plus haute décoration militaire de bravoure en temps de paix.
- Shaurya Chakra est la troisième plus haute décoration militaire de bravoure en temps de paix.

### Distinctions de service et de bravoure en temps de paix et guerre
- Médaille Sena
- Médaille Nau Sena
- Médaille Vayu Sena

### Service rendu en temps de guerre
- Médaille Sarvottam Yudh Seva
- Médaille Uttam Yudh Seva
- Médaille Yudh Seva

### Service rendu en temps de paix
- Médaille Param Vishisht Seva
- Médaille Ati Vishisht Seva
- Médaille Vishisht Seva